# Concepción (departamento do Paraguai)
Concepción é um departamento do Paraguai. Sua capital é a cidade de Concepción. Faz fronteira com o estado de Mato Grosso do Sul, no Brasil.

## Distritos
O departamento está dividido em 12 distritos:
- Arroyito
- Azotey
- Belén
- Concepción
- Horqueta
- Loreto
- Paso Barreto
- San Alfredo
- San Carlos
- San Lázaro
- Sargento José Félix López
- Yby Yaú